# 1064
1064. је била проста година.

## Догађаји
- Харолд Годвинсон, гроф од Весекса, доживљава бродолом на обалама Понтјеа (Нормандија). Заробљава га гроф Ги I који га води као таоца у свој замак Боренвил.
- Војвода Вилијам I захтева да Ги I ослободи Харолда Годвинсона (након што је плаћена откупнина). Харолд је приморан да се закуне да ће га Вилијам наследити на енглеском престолу.
- Краљеви Харалд III од Норвешке и Свен II од Данске пристају на мировни споразум. Харалд окреће пажњу на Енглеску где верује да има право на престо.

## Смрти
- 15. август — Ибн Хазм, андалузијски историчар и песник (р. 994)